# Fujiwara no Sadakata
En aquest nom japonès, el cognom és Fujiwara.
Fujiwara no Sadakata (japonès: 藤原定方; 873 - 11 de setembre del 932) fou un poeta i cortesà japonés que visqué a mitjan període Heian. Era el segon fill del Naidaijin Fujiwara no Takafuji i de Miyaji no Resshi; fou pare de Fujiwara no Asatada, Fujiwara no Asahira i Fujiwara no Asayori. Ocupà els càrrecs de Junii i Udaijin (ministre de la Dreta). Visqué a la residència Sanjō, per això l'anomenaren Sanjō Udaijin (三条右大臣).
Al 895 fou oficial subordinat de la província de Mutsu. El 896 era kokushi de la província d'Owari. Després tingué càrrecs governamentals a les províncies de Sagami i Bizen. Cap al 909 fou Sangi i al 913 Chûnagon. Al 920 fou Dainagon i al 921 Shôsanmi. En acabant, al 924 fou Udaijin i al 926 Junii. Va morir al 932, i una setmana després fou promogut de manera pòstuma a Juichii.
Feu poesia yamato-uta i música d'orquestra; tingué com a patrons Ki no Tsurayuki i Ôshikôchi Mitsune. Els seus poemes s'inclogueren en l'antologia Kokin Wakashū i en l′Ogura Hyakunin Isshu. Feu una col·lecció personal de poemes anomenada Sanjō Udaijin-shū (三条右大臣集).